# Phytoliriomyza cyatheana
Phytoliriomyza cyatheana är en tvåvingeart som beskrevs av Martinez och Etienne 2002. Phytoliriomyza cyatheana ingår i släktet Phytoliriomyza och familjen minerarflugor. Inga underarter finns listade i Catalogue of Life.